# OKc1
OKc1 – polskie oznaczenie parowozu tendrzaka pruskiej serii T41. Późniejsze oznaczenie niemieckie BR 7070.

## Historia
Parowozy pruskiej serii T41 były budowane w ostatniej dekadzie XIX wieku. Wyprodukowano 169 egzemplarzy z przeznaczeniem do użytku w berlińskim węźle kolejowym. Służbę w DRG zakończyły już w 1924. 
Nieznana liczba tych parowozów trafiła po I wojnie światowej na stan PKP. Najprawdopodobniej zostały wycofane przed rokiem 1939.
Należy podkreślić, że w 1945 na stan PKP trafił pruski parowóz T41, lecz uzyskał oznaczenie serii TKc100.